# Nero Wolfe e la pistola scomparsa
Nero Wolfe e la pistola scomparsa (titolo originale The Squirt and the Monkey) è un romanzo breve giallo del 1951 di Rex Stout, il sedicesimo con Nero Wolfe protagonista.

## Storia editoriale
Il racconto fu pubblicato per la prima volta con il titolo di See No Evil nel numero di agosto 1951 sulla rivista The American Magazine e in formato libro nella raccolta Triple Jeopardy nel 1952.

## Trama
Harry Koven, un noto vignettista, si rivolge a Wolfe perché dal cassetto della sua scrivania è scomparsa una pistola carica. Archie Goodwin viene spedito in casa di Koven, dove l'autore vive insieme a sua moglie, alla sua agente, a due disegnatori e al suo amico Adrian Getz, per scoprire quale di queste cinque persone abbia rubato l'arma. La pistola viene ritrovata, ma al tempo stesso scompare quella di Archie, che è usata da qualcuno per uccidere Getz. Archie viene arrestato e Wolfe deve ricorrere a un complesso stratagemma per convincere l'ispettore Cramer dell'innocenza del suo assistente.

## Personaggi principali
- Nero Wolfe: investigatore privato
- Archie Goodwin: assistente di Nero Wolfe e narratore di tutte le storie
- Fritz Brenner: cuoco e maggiordomo
- Saul Panzer: investigatore privato
- Lon Cohen: giornalista
- Harry Koven: disegnatore di fumetti
- Marcelle Koven: moglie di Harry
- Adrian Getz: amico di Harry
- Patricia Lowell: manager
- Pete Jordan, Byram Hildebrand: disegnatori
- Henry George Parker: avvocato
- Cramer: ispettore della Squadra Omicidi
- Purley Stebbins: sergente della Squadra Omicidi
- Rowcliff: tenente della Squadra Omicidi

## Critica
"Dopo avere chiuso gli anni '40 e iniziato gli anni '50 con alcune ottime storie, Stout produsse due dei suoi sforzi più deboli, dei quali il primo è The Squirt and the Monkey. [...] La maggior parte dei personaggi sono scontrosi, o autoindulgenti, o entrambi, e nessuno è simpatico. Avviene un omicidio che Wolfe infine risolve esaminando tre anni della striscia a fumetti delle avventure di "Dazzle Dan". Una scrittura poco ispirata e troppi dettagli irrisolti trasformano un soggetto potenzialmente interessante in una lettura noiosa."
"The Squirt and the Monkey ha una trama complessa: un elemento positivo, come anche il fatto che la trama abbia una soluzione complessa. La trama dettagliata aiuta a rendere la lettura avvincente. La soluzione è del tipo nel quale l'investigatore costruisce un profilo al quale l'assassino deve adattarsi. Ma la trama ha dei problemi che la rendono non credibile. Gli aspetti finanziari nascosti che stanno alla base del problema sembrano poco plausibili e incredibili. Non c'è nessuna buona ragione per la quale Harry Koven dovrebbe mentire alla polizia. Questo rende poco credibile la sottotrama riguardo la pistola."

## Edizioni
- Rex Stout, La pistola scomparsa, traduzione di Hilia Brinis, collana I Classici del Giallo n. 851, Arnoldo Mondadori Editore, 1999,  p. 220, ISSN 0009-8426.